# Eois flavotaeniata
Eois flavotaeniata är en fjärilsart som beskrevs av W. Warren 1895. Eois flavotaeniata ingår i släktet Eois och familjen mätare. Inga underarter finns listade i Catalogue of Life.